# Жарцы (Полоцкий район)
Жарцы (бел. Жарцы́) — деревня в Полоцком районе Витебской области Республики Беларусь. В составе Зелёнковского сельсовета.

## География
Пролегает дорога Р24.
Ближайшие населённые пункты Козьи Горки, Коповище, Сухой Бор и др.

### Гидрография
Протекает река Лонница.

## История
В 1819 году в соответствии с указом о «Вольных хлебопашцах», деревня Жарцы была выкуплена из крепосничества государством за «выдающиеся заслуги, сделанные ими в войне 1812 года». Это был единственный зафиксированный на территории современной Беларуси пример выполнения данного указа. В 1906 году в Артейковичской волости Полоцкого уезда Витебской губернии, 27 дворов.
До 20 мая 1960 года деревня входила в составе Захарничского сельсовета.

## Население

### Численность
- 2024 год — 5 хозяйств, 6 жителей

### Динамика
- 2009 год — 9 жителей (перепись населения)[3]
- 2019 год — 7 жителей (перепись населения)
- 2024 год — 5 хозяйств, 6 жителей

## Достопримечательность
- Братские могилы жертв геноцида.
- Памятники погибшим землякам.

## Известные лица
- Мариненко, Татьяна Савельевна — Герой Советского Союза.